# Haslach an der Mühl
Pour les articles homonymes, voir Haslach.
Haslach an der Mühl est une commune autrichienne du district de Rohrbach en Haute-Autriche.